# 吴航
吴航（1993年2月1日—），是一名中国足球运动员，现效力中国足球超级联赛球队上海上港，司职后卫。

## 俱乐部生涯
吴航出自杭州绿城青训体系，2011年随杭州绿城梯队组建浙江全运队以温州葆隆的名义参加2011年中国足球乙级联赛。赛季结束后，石柯回归杭州绿城并被新任主教练冈田武史提升到一队征战2012年中国足球超级联赛。他在杭州绿城季前对阵清水心跳和上海中邦的两场热身赛中以左后卫的身份射进3球，一举成名。2012年4月7日，他在杭州绿城主场1比1战平上海申花的比赛第79分钟替补雷纳尔迪尼奥出场，上演中超联赛首秀。
2015年夏天，吴航由杭州绿城转会中乙球队包头南郊。效力一个半赛季之后，吴航在2016年11月加盟中超球队上海上港。